# Erlaheim
Erlaheim ist ein Stadtteil von Geislingen im Zollernalbkreis in Baden-Württemberg.

## Geschichte
Zum ersten Mal wurde Erlaheim 1298 als Erlhain erwähnt. Die Quelle beruht auf einer Bebenhauser Urkunde, in der ein Heinrich von Erlhain genannt wird.
Der Ort gehörte zur Herrschaft Kallenberg, die seit Ende des 13. Jahrhunderts ganz in der Hand der Grafen von Hohenberg war. Ab 1381 gehörte Erlaheim zu Vorderösterreich. 1805 wurden Staatshoheit und Lehnsherrlichkeit an das Kurfürstentum Württemberg übertragen und der Ort ins Oberamt Balingen eingegliedert, welches 1938 zum Landkreis Balingen kam. Am 1. Juli 1971 erfolgte die freiwillige Eingemeindung zu Geislingen.

## Wappensymbolik
1699 zeigte das Siegel des Dorfvogtes einen Baum, der eine Erle darstellte. Am 20. Oktober 1948 wurde der Gemeinde das Wappen verliehen, das in rotem Feld einen silbernen Erlenzweig zeigt.

## Wirtschaft und Infrastruktur

### Verkehr
Erlaheim ist über die von Nord nach Süd verlaufende Kreisstraße 7121 an die Landesstraße 415 angeschlossen, welche als Zubringer zur Bundesautobahn 81 dient.
Nächster Bahnhof ist Balingen (Württ) an der Bahnstrecke Tübingen–Sigmaringen, etwa acht Kilometer südöstlich von Erlaheim. Dorthin und nach Oberndorf an der Bahnstrecke Plochingen–Immendingen verkehrt täglich die Buslinie 7430 der DB ZugBus Regionalverkehr Alb-Bodensee GmbH.

### Landwirtschaft
Neben Ackerbau und Viehzucht wird in Geislingen auch Obst angebaut. Die Obstzucht, für welche in den letzten Jahrzehnten vor 1878 durch Bepflanzung der Allmanden ziemlich viel geschah, leidet unter dem rauen Klima, spätere Sorten geraten besser. Die Gemeinde, die Gutsherrschaft und eine Aktiengesellschaft besitzen je eine Baumschule. Ein Baumwart ist aufgestellt. Das Obst dient zum Mosten, Dörren und Brennen; verkauft wird wenig. In Geislingen wurden Alleen mit historischer Sorten als Lehrpfad gepflanzt, welche regelmäßig fachgerecht gepflegt werden.
1878 gab es in Geislingen 1496 hochstämmige Birnbäume, 1970 Apfelbäume, 4409 Pflaumen- und Zwetschgenbäume und 147 Kirschbäume.

## Kultur und Sehenswürdigkeiten

### Bauten und Sehenswürdigkeiten
- Dorfkirche St. Silvester

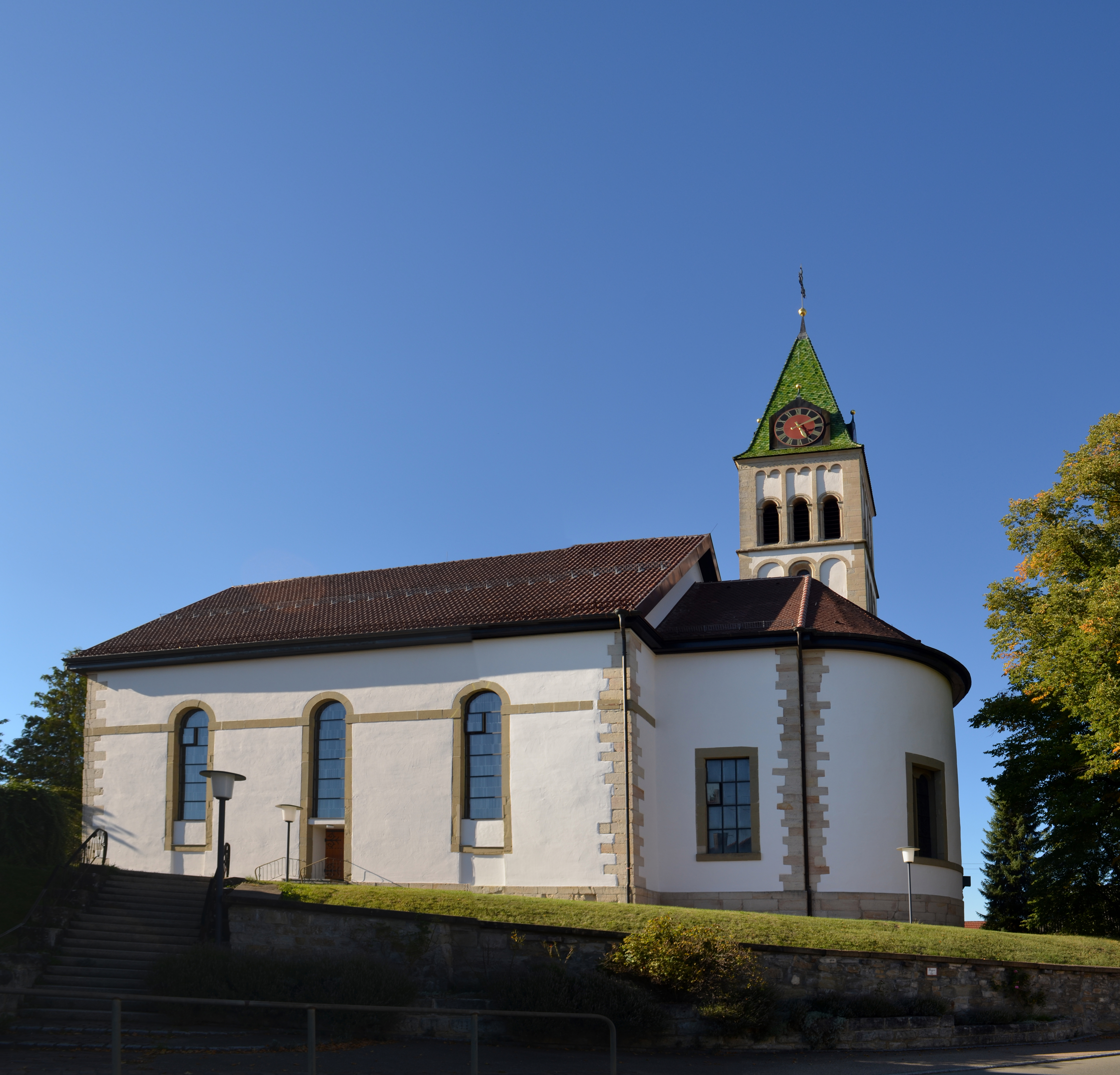
St. Silvester

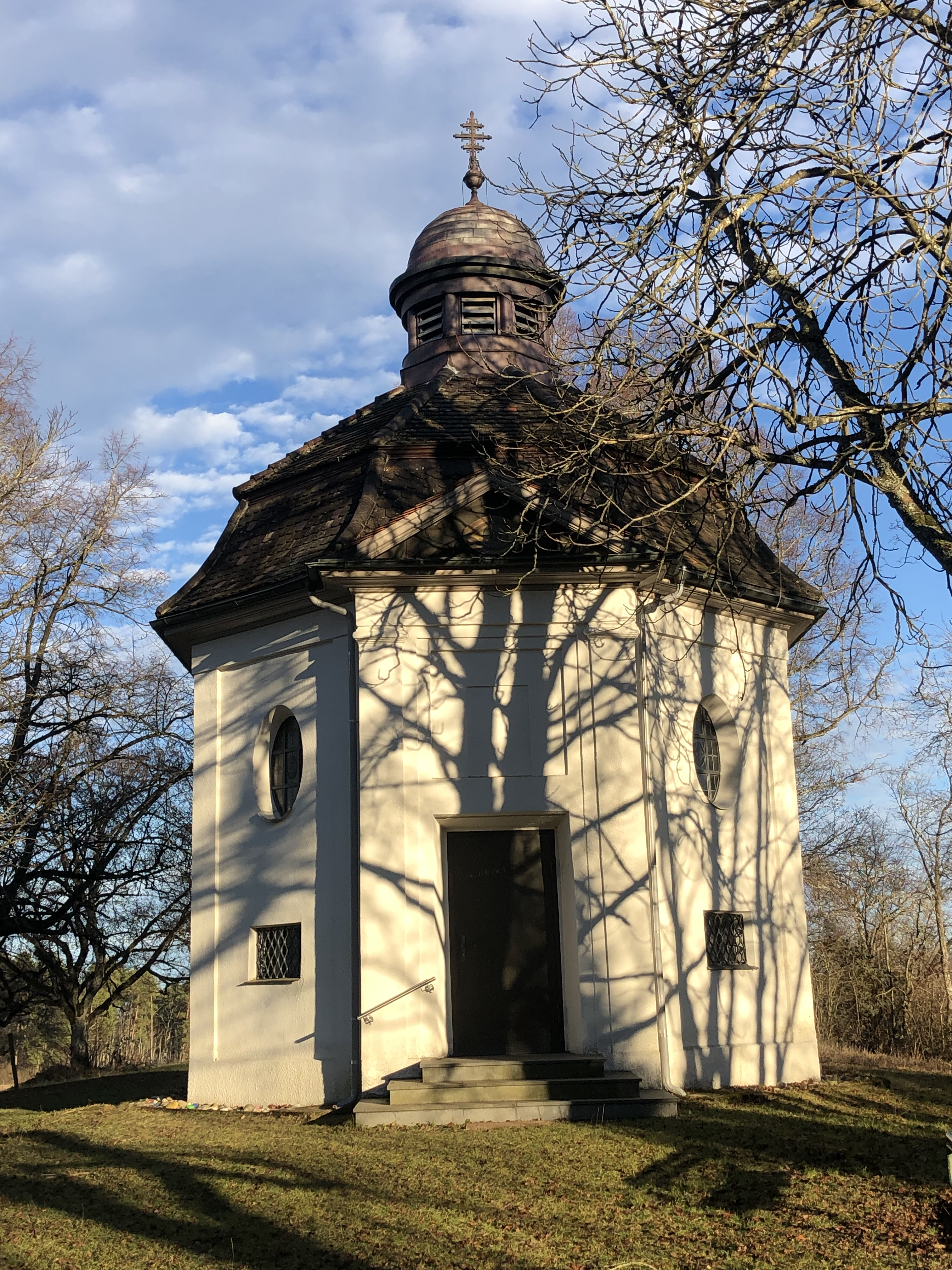
Josephskapelle

- Naturschutzgebiet Eichberg mit Streuobstlehrpfad
- Josefskapelle
- Erlaheimer Eiche beim Spielplatz